# Anicla praecox
Anicla praecox är en fjärilsart som beskrevs av Carl von Linné sensu Hübner 1803/08. Anicla praecox ingår i släktet Anicla och familjen nattflyn. Inga underarter finns listade i Catalogue of Life.